# Prunus subglabra
Espèce
Synonymes
- Pygeum subglabrum Merr.[2]

Statut de conservation UICN

 VU D2 : Vulnérable
Prunus subglabra est une espèce de plantes à fleurs du genre Prunus de la famille des Rosaceae endémique des Philippines.